# Kalenići
Kalenići (cyr. Каленићи) – wieś w Serbii, w okręgu zlatiborskim, w gminie Požega. W 2011 roku liczyła 287 mieszkańców.